# Melipona lateralis
Melipona lateralis là một loài Hymenoptera trong họ Apidae. Loài này được Erichson mô tả khoa học năm 1848.